# Petra Kelly
Petra Karin Kelly (Günzburg, 1947. november 29. - Bonn, 1992. október 1.) német politikus, békeaktivista és a Zöld Párt alapító vezetőségi tagja. 

## Élete
A Bajorország nyugati részén fekvő Günzburgban született Petra Karin Lehmann néven. A Kelly nevet mostohaapja után kapta, aki az amerikai hadsereg tisztje volt. Családja 1960-ban az Egyesült Államokba költözött, ahol 1966 és 1970 között az American University nevű washingtoni egyetemen politológát hallgatott. Kelly már az egyetemen is részt vett a politikai életben. 1968-ban Robert F. Kennedy szenátor elnökválasztási kampányát támogatta. 
1970-ben hazatért az NSZK-ba és belépett az SPD-be. 1971-től az Amszterdami Egyetem hallgatója volt. Az Európai Fiatal Demokraták szervezetének ügyvivőjeként a brüsszeli Európai Bizottság mellett dolgozott 1972 és 1982 között. Az SPD-n belül a nyugati társadalom megváltoztatásáért küzdő új szociális mozgalmakhoz közeledett. 1979-ben kilépett az SPD-ből és a Zöld Párt alapító tagja lett. 1980-tól kezdve a párt szóvivője. 1982-ben tevékenységéért alternatív Nobel-díjat kapott, majd egy évvel később az általa szervezett választási kampány eredményeként a Zöldek bejutottak a Bundestagba.
A parlamenti munka során a békepolitikára, emberi jogokra és a kisebbségek helyzetére helyezte a hangsúlyt. 1985-től kezdve bekapcsolódott a Tibet függetlenségét támogató nemzetközi szervezetek munkájába. Tevékenysége az NSZK és Kína közötti diplomáciai súrlódásokhoz és jegyzékváltásokhoz vezetett. Élettársával, a szintén zöldpárti Gert Bastiannal a nemzetközi környezetvédő és emberi jogi mozgalmak hálózatát hozta létre. 1990-ben egy környezettudatos televíziót indított. 
Kelly 1992. október 1-jén máig nem tisztázott körülmények között halt meg. A rendőrségi jelentés szerint bonni otthonukban élettársa, Gert Bastian lőtte agyon, majd önmagával is végzett. Holttestüket október 19-én fedezték fel. Petra Kelly az egyik müncheni temetőben nyugszik. Emlékére 2006 óta egy bonni utca és egy barcelonai park is a nevét viseli.

## Külső hivatkozások
- Petra Kelly az Internet Movie Database oldalon (angolul)
- Curriculum Vitae with picture
- Happiness is a Warm Gun. Film on Petra Kelly's death Archiválva 2021. január 26-i dátummal a Wayback Machine-ben
- Right Livelihood Award website
- Petra Kelly Archives at the Heinrich Böll Foundation
- Petra Kelly Prize for human rights, ecology and non-violence
- BBC Radio 4 - Great Lives, Series 24, Petra Kelly, mp3-Audio Archiválva 2014. január 23-i dátummal a Wayback Machine-ben (30 mins, 13MB)